# Imsbach
Pour l’article homonyme, voir Imsbach (Sarre).
Imsbach est une municipalité allemande située dans le land de Rhénanie-Palatinat et l'arrondissement du Mont-Tonnerre.